# 아스드루발 카브레라
아스드루발 호세 카브레라(스페인어: Asdrúbal José Cabrera, 1985년 11월 13일 ~ )는 베네수엘라계 미국의 야구 선수로 메이저 리그 베이스볼의 애리조나 다이아몬드백스의 내야수이다. 그는 이전에 클리블랜드 인디언스, 탬파베이 레이스, 뉴욕 메츠, 필라델피아 필리스와 텍사스 레인저스를 위하여 활약하였다. 스위치히터인 카브레라는 2회의 올스타이다. 그는 자신 경력의 대부분을 위하여 주로 내야수였으나 2017년 뉴욕 메츠 시즌 동안 3루수를 더 많이 맡는 데 변화하였다.

## 어린 시절
베네수엘라 푸에르토라크루스에서 태어난 카브레라는 자신의 부모 - 트럭 운전사 아스드루발과 주부 수닐데에 의하여 자라왔다. 자신의 가족에 의하면 카브레라는 3세때 양타를 시작하였다고 한다. 자신의 발육기에 카브레라는 베네수엘라의 유격수 오마르 비스켈의 경력을 가까이 따라갔다. 15세 혹은 16세에 그는 자신이 학교를 떠나 야구에 전념할 것을 부친과 거래하였다. 한해 안에 자신이 계약이 맺어지지 않으면 자신의 학교로 복귀하려고 했다. 15세의 나이에 그는 시애틀 매리너스의 스카우트 에밀리오 카라스켈의 주의를 잡았다.

## 프로 경력

### 클리블랜드 인디언스

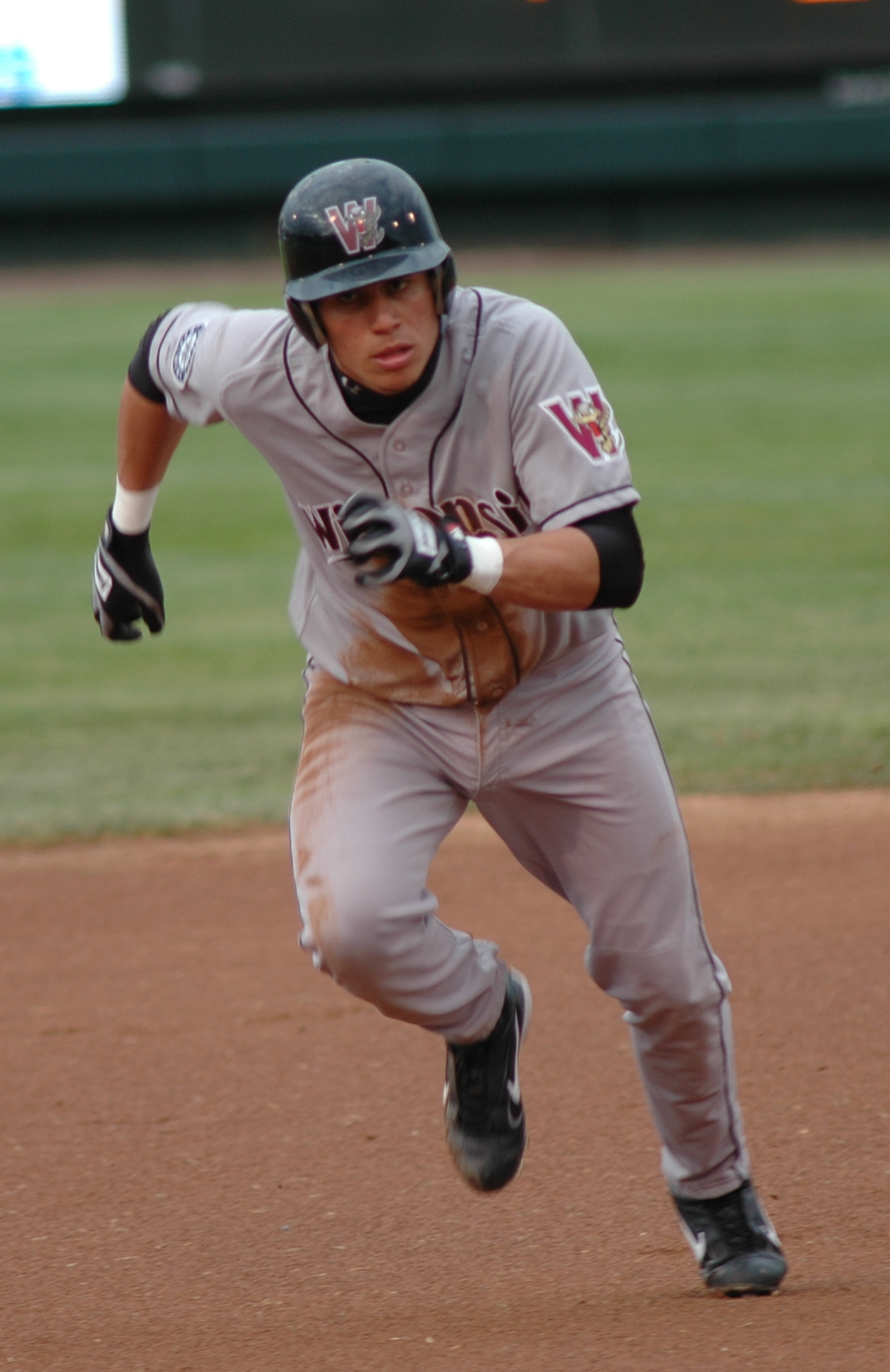
위스콘신 팀버래틀러스를 위하여 활약 중인 카브레라 (2005년)

2002년 카브레라는 아마추어 자유 계약 선수로서 매러너스에 의하여 계약이 맺어졌다.
매리너스 기구를 통하여 올라온 후, 그는 에두아르도 페레스를 위한 교환에서 2006년 6월 30일 클리블랜드 인디언스에 의하여 취득되었다. 카브레라는 2006년 시즌의 나머지를 인디언스의 트리플 A 마이너 리그 팀 버펄로 바이슨스에서 보냈다.
카브레라는 2007년 인디언스의 스프링 트레이닝으로 명단에 놓이지 않은 초빙 선수였으나 3월 16일 그들의 마이너 리그 캠프로 반환되었다. 그는 그해를 애크런 에어로스와 더블 A에서 시작하여 이스턴 리그 미드시즌 올스타 팀으로 임명되었다. 그는 7월 30일 바이슨스로, 그러고나서 8월 7일 인디언스로 진급되었다.
8월 8일 시카고 화이트삭스를 상대로 자신의 메이저 리그 데뷔를 하여 2루수에서 시작하였다. 그는 3개의 타수에서 안타되고, 6번째 이닝에서 공이 몸에 맞은 후 득점을 매겼다. 4일 후, 카브레라는 뉴욕 양키스의 마이크 무시나에 자신의 첫 메이저 리그 안타인 2루타를 집어 올렸다. 카브레라의 첫 홈런은 8월 18일 인디언스를 위한 8 대 1의 승리에서 탬파베이 데빌레이스의 제이슨 해멀에 치면서 왔다. 타고난 유격수를 지냄에 불구하고, 카브레라는 결국적으로 인디언스의 일상 2루수 직위를 취하며 무력한 조시 바필드를 위하여 차지하였다. 그해 카브레라는 자신의 늦은 이닝 영웅들과 함께 보스턴 레드삭스와 96 대 66의 경기에서 최고 기록을 위한 동점으로 인디언스를 촉진하는 도움을 주었다. 7번째 이닝 혹은 후에 그는 .375 (21 루 56 타)를 타구하였다.
2008년 5월 12일 프로그레시브 필드에서 열린 토론토 블루제이스를 상대로 카브레라는 더블헤더의 2번째 경기에서 메이저 리그 베이스볼 역사상 14번째 무보살 삼중살을 달성하였다. 5번째 이닝에서 1루에 블루제이스의 마르코 스쿠타로, 2루에 케빈 멘치가 놓이면서 카브레라는 라일 오버베이의 직구에 뛰어 들어가 잡으면서 지도적인 주자 멘치가 돌아올 수 있기 전에 2루를 밟고 나서 이미 2루를 지나간 스쿠타로를 터치아웃 시켰다. 미국 야구 명예의 전당 회원 밥 펠러는 카브레라의 위업을 목격하는 데 관객들 중에 있었다. 6월 9일 카브레라는 52개의 경기에서 14개의 타점과 함께 .184의 팀의 최저 득점을 친 후에 트리플 A 바이슨스로 선택되었다. 바필드는 그의 자리를 차지하는 데 백업으로 요구되었다. 버펄로에서 자신의 시간 동안 카브레라는 25개의 득점, 7개의 2루타, 4개의 홈런과 13개의 타점과 함께 34개의 경기에서 .394를 쳤다. 그는 또한 3개의 2루타, 3개의 홈런과 6개의 타점과 함께 .394를 쳐 13 루 33 타로 간 후 "이번 주의 인터내셔널 리그 타자"로 임명되었다. 7월 18일 카브레라는 인디언스로 다시 소집되었고, .184에서 .216으로 자신의 시즌 평균을 올리는 데 3개의 홈런과 함께 .261 (30 루 115 타)을 쳤다.
2009년 4월 18일 새로운 양키 스타디움에서 카브레라는 인디언스를 위하여 14회 2 이닝을 마무리 짓는 데 양키스의 투수 앤서니 클래깃에 자신의 첫 경력 그랜드 슬램을 치고, 인디언스가 22 대 4로 우승하러 가면서 5개의 타점과 함께 경력 사상 4개의 안타를 가졌다. 2010년 5월 17일 트로피카나 필드에서 그는 왼쪽 팔둑이 부러져 60일간 장애자 명단에 놓였다. 그는 후에 7월 12일과 13일 2개의 갱생을 이루어 인디언스의 쇼트 시즌 제휴 팀 마호닝밸리 스크래퍼스와 함께 이스트우드 필드에서 10 대 5의 패배와 4 대 2의 우승 둘다의 경기에서 볼넷, 2루타와 2개의 타점과 함께 합친 2 루 6 타로 갔다. 그는 7월 20일 60일간 장애자 명단으로부터 활동적이기 전에 더 많은 갱생을 위하여 애크런 에어로스와 함께 자신의 병역을 시작하였다.

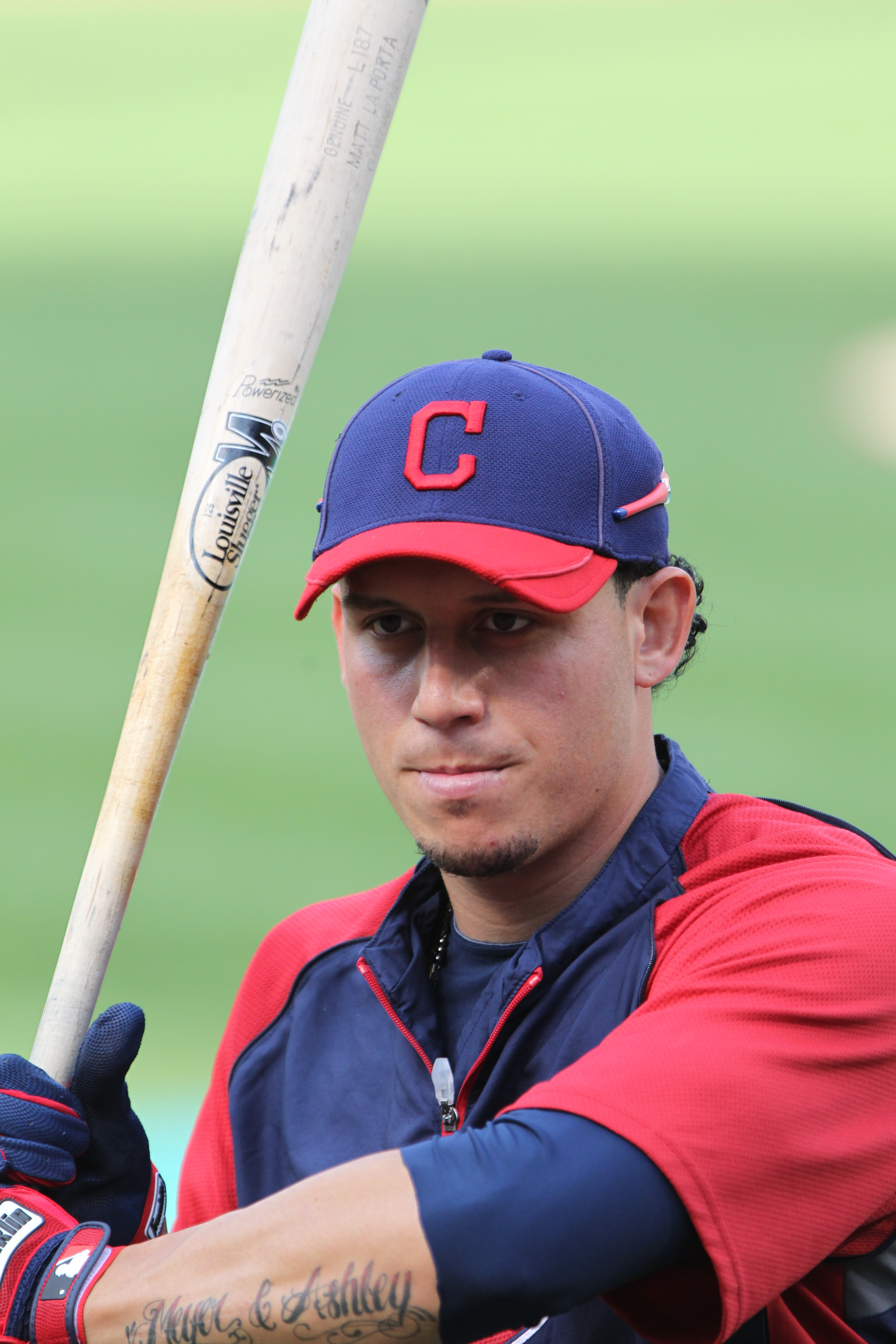
클리블랜드 인디언스와 함께 (2011년)

2011년 동안 카브레라는 25개의 홈런 (유격수를 위한 인디언스 기록)을 치고, 92개의 타점을 몰아 둘다의 경력 사상 기록을 세웠다. 유격수 포지션에서 몇몇의 하이라이트 경기를 활약하는 동안 그는 또한 .273의 평균을 위하여 치고, 17개의 도루를 가졌다. 실버 슬러거 상과 인디언스 하트 앤드 허슬 상을 받은 동안 자신의 용맹을 위하여 자신의 첫 올스타 출연을 벌었다. 그는 또한 미국야구기자협회의 클리블랜드 지부에 의하여 "올해의 남자"로 임명되었다.
2012년 2월 10일 카브레라는 중재를 피하려고 인디언스와 1년, 4.55 백만 달러의 계약을 맺었다. 진행에서 그는 5.2 백만 달러를 위하여 신청하였으나 인디언스는 3.75 백만 달러를 제출하였다. 그는 계약 아래로 중재를 위한 최종의 인디언스 적임자였고, 그는 2013년을 통하여 팀의 통제 아래 있었다.
4월 1일 카브레라는 2014년을 통하여 자신의 팀의 통제 아래로 간직한 1년 클럽을 선택과 함께 2년, 16.5 백만 달러의 연장으로 동의하였다. 6월 19일 그는 10번째 이닝에서 신시내티 레즈의 종결 투수 어롤디스 채프먼에 2점 끝내기 홈런을 쳐 인디언스에게 3 대 2의 승리를 주었다. 그것은 카브레라의 경력에 그의 2번째 끝내기 홈런이었다. 7월 1일 카브레라는 예비 유격수로서 2012년 메이저 리그 베이스볼 올스타전에 나오는 데 선발되어 미드서머 클래식에 나오는 데 투표된 2명의 인디언스 선수들 중의 하나로서 동료 선수 크리스 페레스에 가입하였다. 7월의 시작과 7월 17일 사이에 카브레라의 타구 평균은 26 포인트 (.300 (7월 1일)에서 .274 (7월 17일)로) 떨어졌다. 7월 18일 이래 자신의 첫 세 명중의 경기를 기록하였다. 이틀 후, 볼티모어 오리올스를 상대로 자신의 솔로 타격을 칠 때 카브레라는 6월 29일 이래 7월의 첫 홈런을 쳤다. 7월 22일까지 카브레라의 타구 평균은 시즌 최저의 .272에 도달하였다.
2013년 6월 3일 카브레라는 양키 스타디움에서 양키스를 상대로 7 대 4의 패배에 1루로 달린 동안 자신의 오른쪽 사두근이 삐어 15일간 장애자 명단에 놓였다. 6월 26일 그는 장애자 명단으로부터 활동적이었다.

### 워싱턴 내셔널스
2014년 7월 31일 인디언스는 재크 월터스를 위하여 카브레라를 워싱턴 내셔널스로 이적시켰다. 카브레라는 인디언스와 내셔널스 양팀과 함께 133개의 안타, 49개의 볼넷, 58개의 타점과 74개의 매긴 득점을 수집한 동안 616개의 본루 출연에 553개의 타석에서 .241의 타구 평균과 함께 146개의 경기에서 활약한 2014년 시즌을 끝냈다.

### 탬파베이 레이스
그해 12월 30일 카브레라는 탬파베이 레이스와 1년, 7.5 백만 달러의 계약을 맺었다. 그는 134개의 안타, 36개의 볼넷, 58개의 타점, 15개의 홈런과 66개의 매긴 득점을 수집한 동안 551개의 본루 출연에 505개의 타석에서 .265의 타구 평균과 함께 143개의 경기에서 활약한 2015년 시즌을 끝냈다.

### 뉴욕 메츠

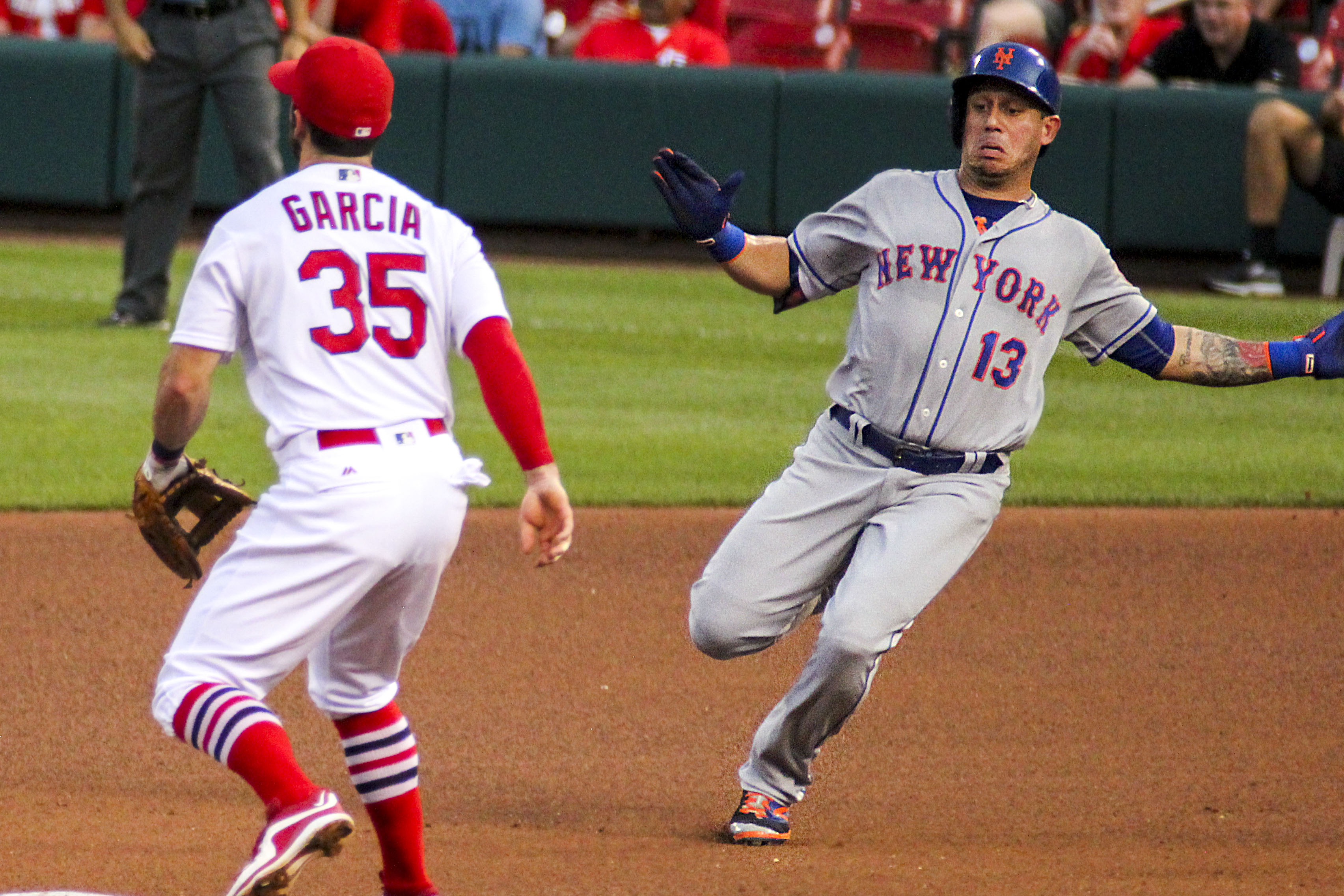
뉴욕 메츠 활약 시절 세인트루이스 카디널스를 상대로 경기에서 2루로 들어가는 데 슬라이딩 하는 모습 (2016년)

2015년 12월 10일 카브레라는 뉴욕 메츠와 2년, 18.5 백만 달러의 계약을 맺었다. 그의 2년 취급은 6.5 백만 달러에서 2017년 11월 3일에 연습된 3년째 팀의 선택을 포함하였다. 2016년 7월 31일 콜로라도 로키스를 상대로 그는 3루를 도는 동안 자신의 왼쪽 무릎에 슬개 건이 삐어 8월 2일 장애자 명단에 놓였다. 8월 19일 복귀한 그는 한주를 끝내는 8월 27일을 위하여 "이번 주의 내셔널 리그 선수"로 임명되었다.

### 필라델피아 필리스
2018년 7월 27일 카브레라는 마이너 리그 선수 프랭클린 킬로메를 위한 교환에서 필라델피아 필리스로 이적되었다. 그는 레즈를 상대로 경기에서 유격수로서 0 루 4 타로 간 1일 후에 필리스 데뷔를 하였다. 필리스와 함께 그는 .228/.286/.392를 타구하였다.

### 텍사스 레인저스
2019년 1월 24일 카브레라는 텍사스 레인저스와 1년 계약을 맺었다. 8월 1일 카브레라는 임명을 위하여 지정되었다. 이틀 후, 레인저스는 그를 내보냈다. 그는 레인저스와 .235/.318/.393을 타구하였다.

### 내셔널스와 2번째 병역
그해 8월 6일 카브레라는 내셔널스와 계약을 맺었다. 내셔널스와 함께 2019년 124개의 타석에서 .323/.404/.565를 타구하였다. 레인저스와 내셔널스 사이에 합친 그해 그는 447개의 타석에서 18개의 홈런과 91개의 타점과 함께 .260/.342/.441을 타구하였다. 포스트시즌의 모든 단계에서 카브레라가 자신들의 명단에 기대되면서 내셔널스는 2019년 월드 시리즈를 우승하였다. 10월 30일 미닛메이드 파크에서 열린 결정적 7번째 경기에서 내셔널스가 6 대 2로 우승하면서 그는 2루에서 시작하였다. 그는 2020년 시즌을 위하여 머무는 데 새로운 메이저 리그 계약을 맺었다.

## 연도별 타격 성적
| 연 도     | 소 속     | 경 기 | 타 석 | 타 수 | 득 점 | 안 타 | 2 루 타 | 3 루 타 | 홈 런 | 루 타 | 타 점 | 도 루 | 도 루 자 | 희 생 번 | 희 생 플 | 볼 넷 | 고 4 | 사 구 | 삼 진 | 병 살 타 | 타 율 | 출 루 율 | 장 타 율 | O P S |
| --------- | --------- | ----- | ----- | ----- | ----- | ----- | ------- | ------- | ----- | ----- | ----- | ----- | -------- | -------- | -------- | ----- | ---- | ----- | ----- | -------- | ----- | -------- | -------- | ----- |
| 2007년    | CLE       | 45    | 186   | 159   | 30    | 45    | 9       | 2       | 3     | 67    | 22    | 0     | 0        | 5        | 3        | 17    | 0    | 2     | 29    | 7        | .283  | .354     | .421     | .775  |
| 2008년    | CLE       | 114   | 418   | 352   | 48    | 91    | 20      | 0       | 6     | 129   | 47    | 4     | 4        | 11       | 5        | 46    | 2    | 4     | 77    | 8        | .259  | .346     | .366     | .713  |
| 2009년    | CLE       | 131   | 581   | 523   | 81    | 161   | 42      | 4       | 6     | 229   | 68    | 17    | 4        | 10       | 3        | 44    | 1    | 1     | 89    | 13       | .308  | .361     | .438     | .799  |
| 2010년    | CLE       | 97    | 425   | 381   | 39    | 105   | 16      | 1       | 3     | 132   | 29    | 6     | 4        | 11       | 3        | 25    | 0    | 5     | 60    | 10       | .276  | .326     | .346     | .673  |
| 2011년    | CLE       | 151   | 667   | 604   | 87    | 165   | 32      | 3       | 25    | 278   | 92    | 17    | 5        | 4        | 4        | 44    | 5    | 11    | 119   | 10       | .273  | .332     | .460     | .792  |
| 2012년    | CLE       | 143   | 616   | 555   | 70    | 150   | 35      | 1       | 16    | 235   | 68    | 9     | 4        | 1        | 2        | 52    | 3    | 6     | 99    | 18       | .270  | .338     | .423     | .762  |
| 2013년    | CLE       | 136   | 562   | 508   | 66    | 123   | 35      | 2       | 14    | 204   | 64    | 9     | 3        | 6        | 5        | 35    | 1    | 8     | 114   | 10       | .242  | .299     | .402     | .700  |
| 통산：7년 | 통산：7년 | 817   | 3455  | 3082  | 421   | 840   | 189     | 13      | 73    | 1274  | 390   | 62    | 24       | 48       | 25       | 263   | 12   | 37    | 587   | 76       | .273  | .335     | .413     | .748  |

- 2012년 기준, 굵은 글씨는 시즌 최고 성적.